# Bill McGill
Bill "The Hill" McGill (ur. 16 września 1939 w San Angelo, zm. 11 lipca 2014) – amerykański koszykarz, występujący na pozycjach skrzydłowego oraz środkowego.
Zajmuje miejsce w TOP 20 wszech czasów NCAA pod względem największej liczby punktów (1009) zdobytych w trakcie pojedynczego sezonu (1962). Znajduje się na siódmym miejsce listy wszech czasów NCAA pod względem najwyższej średniej punktów (38,8) uzyskanych w trakcie pojedynczego sezonu (1962), przy czym Pete Maravich zajmuje pierwsze trzy miejsca, co oznacza iż jest piątym w historii zawodnikiem z najwyższą średnią, uzyskaną w trakcie jednego sezonu. W swoim najbardziej udanym strzelecko spotkaniu zanotował 60 punktów. Miało to miejsce 24 lutego 1962 roku, podczas konfrontacji z BYU.

## Osiągnięcia
NCAA
- Zaliczony do[2]:
  - I składu All-American (1962)
  - II składu All-American (1961)
  - III składu All-American (1960 przez NABC, AP)[3]
  - składu stulecia University of Utah (2008)[2]
- Lider strzelców NCAA (1962)[1]
- Uczelnia University of Utah zastrzegła należący do niego numer 12 (1962)[2]

AAU
- Zaliczony do składu AAU All-American (1962)[4]

NABL
- Mistrz NABL (1968)[5]
- Zaliczony do składu All-NABL First team (1968)[5]

NBA
- Finalista NBA (1965)[6]